# Ammobates semitorquatus
Ammobates semitorquatus là một loài Hymenoptera trong họ Apidae. Loài này được Warncke mô tả khoa học năm 1983.